# Hijab
Hijab (tiếng Ả Rập: حجاب ḥijāb, phát âm [ħiˈdʒæːb] hay [ħiˈɡæːb]), là một tấm khăn trùm đầu và ngực, mà đôi khi được người phụ nữ Hồi giáo qua tuổi dậy thì mặc khi có mặt người đàn ông trưởng thành không phải là thành viên trong gia đình của họ dưới hình thức trang phục khiêm tốn. Theo một số diễn giải, nó cũng có thể được mặc khi có sự hiện diện của những người nữ trưởng thành không theo Hồi giáo bên ngoài của gia đình trực tiếp của họ. Khăn trùm đầu có thể chỉ hình thức trùm đầu, mặt hoặc cơ thể của người phụ nữ Hồi giáo mà tuân thủ một cách tương tự theo một tiêu chuẩn khiêm tốn nhất định. Nó cũng có thể được sử dụng để chỉ sự tách biệt của phụ nữ từ những người đàn ông những nơi công cộng, hoặc nó có thể thể hiện một phạm vi siêu hình - Al-hijab đề cập đến "bức màn ngăn cách con người hay thế giới khỏi Thượng đế". Trong thực tế. từ "bức màn" bắt nguồn từ một từ tiếng Latin có nghĩa phần lớn giống như hijab.